# 葫芦口镇
葫芦口镇，是中华人民共和国四川省凉山彝族自治州宁南县曾经下辖的一个镇。2019年12月，撤销葫芦口镇，将原葫芦口镇支鲁村、武星村、大兴村所属行政区域划归华弹镇管辖；将原葫芦口镇银厂村所属行政区域划归大同镇管辖。

## 行政区划
葫芦口镇撤销前下辖以下地区：
葫芦口社区、武星村、大兴村、银厂村和支鲁村。